# Bafut (jezik)
Bafut jezik (befe, bufe, fu, fut; ISO 639-3: bfd), nigersko-kongoanski jezik skupine wide grassfields, kojim govori 105 000 ljudi (2005) u provinciji Northwest u Kamerunu.
Jedan je od devet ngemba jezika. Ima dva dijalekta, bafut i bufe (afughe). Piše se na latinici.

## Vanjske poveznice
- Ethnologue (14th)
- Ethnologue (15th)